# Duginavi (cràter)
Duginavi és un cràter sobre la superfície del planeta nan Ceres, situat amb el sistema de coordenades planetocèntriques a 48.38 ° de latitud nord i 15.99 ° de longitud est. Fa un diàmetre de 155 km. El nom va ser fet oficial per la UAI el 16 de desembre del 2016 i fa referència a Duginvi, déu que va ensenyar l'agricultura als homes de la cultura dels kogis.